# Phare de Palmaiola
Le phare de Palmaiola (en italien : Faro di Palmaiola) est un phare actif situé au sommet de l'île de Palmaiola faisant partie du territoire de la commune de Rio Marina sur l'île d'Elbe (province de Livourne), dans la région de Toscane en Italie. Il est géré par la Marina Militare.

## Histoire
L'île de Palmaiola est située dans le canal de Piombino, entre l'extrémité nord-est de l'île d'Elbe et la côte italienne. Les Pisans y ont construit une tour de guet en 909 qui a été restauré par Jacopo V Appiano de la Principauté de Piombino en 1534.
Le nouveau phare a été construit et inauguré le 15 janvier 1844. La gestion du phare a été transférée, en 1911, à la Regia Marina. Près du phare une hélisurface a été construite pour recevoir l'hélicoptère de la Marina militare EH-101 de maintenance.
Il est entièrement automatisé et alimenté par des panneaux photovoltaïque. Il possède un Système d'identification automatique pour la navigation maritime.

## Description
Le phare  est une tour quadrangulaire en maçonnerie de 14 m de haut, avec galerie et lanterne, surmontant une maison de gardien en maçonnerie de deux étages. Le bâtiment est peint en blanc et le dôme de la lanterne est gris métallique. Il émet, à une hauteur focale de 105 m, un éclat blanc d'une seconde toutes les 5 secondes. Sa portée est de 10 milles nautiques (environ 19 km) pour le feu principal et 11 milles nautiques (environ 20 km) pour le feu de veille.
Identifiant : ARLHS : ITA-109 ; EF-2016 - Amirauté : E1446 - NGA : 8992 .

## Caractéristiques dufeu maritime
Fréquence : 5s (W)
- Lumière : 1 seconde
- Obscurité : 4 secondes

|                 |
| Archipel Toscan |

|                  |
| Île de Palmaiola |

|          |
| Le phare |

### Lien connexe
- Liste des phares de l'Italie